# أذن القطة الكريتية
أذن القطة الكريتية (الاسم العلمي:Hypochaeris cretensis) هي نوع من النباتات يتبع جنس أذن القطة من الفصيلة النجمية.